# Victor Collins
Victor John Collins, baron Stonham (1er juillet 1903 - 22 décembre 1971) est un homme politique du parti travailliste britannique.

## Jeunesse
Né à Whitechapel, Londres, il est le fils de Victor et d'Eliza Sarah Williams. Bien qu'il vive dans l'East End, il réussit à se rendre à Regent Street Polytechnic (aujourd'hui Westminster University) et à l'Université de Londres. Après avoir obtenu son diplôme, il rejoint l'entreprise familiale J.Collins &amp; Sons, une entreprise de fabrication de meubles et de vannerie, fondée par son grand-père, John Collins. Il est alors âgé de 20 ans. L'entreprise acquiert une ferme de 70 acres à Earl Stonham, où il cultive des saules pour l'industrie. Il est président d'un certain nombre d'organisations industrielles, dont le président du Comité consultatif national sur les métiers du panier et du saule.
Le 30 avril 1929, il épouse Violet Mary, fille de T.E. Savage de Crouch End.

## Carrière politique
En temps de guerre, le ministère de l'Approvisionnement le recrute pour acheter, vendre et distribuer des saules. Au plus fort du conflit, Collins décide de rejoindre le Parti travailliste; dont une partie est en fait contre la Coalition nationale de Churchill. Collins choisit de se présenter à un siège dans l'ouest du pays et, à sa grande surprise, il est élu aux élections générales de 1945 comme député de Taunton, dans le Somerset. Il perd le siège au 1950, au profit du conservateur Henry Hopkinson. Collins est le seul député travailliste de la circonscription de Taunton. Il est nommé OBE en 1946 pour ses services aux industries de guerre.
Collins retourne à la Chambre des communes lors d'une élection partielle en 1954, lorsqu'il est élu député de la circonscription de Shoreditch et Finsbury dans le centre de Londres, à la suite du décès du député travailliste Ernest Thurtle.
Il quitte les Communes et est créé pair à vie en tant que baron Stonham, de Earl Stonham dans le comté de Suffolk le 2 août 1958. Son discours inaugural du 19 novembre porte sur les préjugés raciaux et la violence de rue. Stonham souhaite inclure les syndicats dans la gestion à la fois de l'immigration et du traitement des Noirs.

## Carrière ministérielle
Pendant le premier mandat de Harold Wilson en tant que Premier ministre, Lord Stonham est Sous-secrétaire d'État parlementaire au ministère de l'Intérieur de 1964 à 1967, puis est promu ministre d'État jusqu'en 1969. En tant que ministre d'État chargé de l'Irlande du Nord, il effectue une visite de trois jours dans la province à partir du 4 juin 1968. Il contribue à un certain nombre de réformes de la politique de la servitude pénale, en créant un système de libération conditionnelle plus complexe dans le Criminal Justice Act 1967. Il pense que les industries rationalisées pourraient fournir une solution moderne à la réadaptation des prisonniers, où les travailleurs non qualifiés et semi-qualifiés pourraient avoir une meilleure chance de rester en dehors de la prison.
Stonham est nommé conseiller privé en 1969. Il est mort à Enfield à l'âge de 68 ans.